# 8e corps d'armée (États-Unis)
Pour les articles homonymes, voir 8e corps d'armée.
Le 8e corps des États-Unis est un corps de l'armée américaine créé en 1918 et qui participa à la Première Guerre mondiale et à la Seconde Guerre mondiale.
Comme part de l'American Expeditionary Forces en 1918 et soutient lors de l'Offensive Meuse-Argonne.